# 岐阜県道411号裏木曽公園線
岐阜県道411号裏木曽公園線（ぎふけんどう411ごう うらきそこうえんせん）は、岐阜県中津川市内を通る一般県道である。

## 概要

### 路線データ
- 起点：岐阜県中津川市川上（県立裏木曽自然公園）
- 終点：岐阜県中津川市川上（岐阜県道3号福岡坂下線交点）

## 沿革
- 1977年（昭和52年）2月27日 ： 認定[1]

## 地理

### 通過する自治体
- 岐阜県
  - 中津川市

### 接続する道路
- 岐阜県道3号福岡坂下線（中津川市川上地内）

### 周辺
- 県立裏木曽自然公園
- 奥三界岳